# Dia Mundial de l'Assistència Humanitària
El Dia Mundial de l'Assistència Humanitària se celebra cada dia 19 d'agost des que l'Assemblea General de Nacions Unides el va instituir l'any 2009. Aquesta data va ser triada perquè el 19 d'agost de 2003, l'Oficina de les Nacions Unides a l'Iraq va ser bombardejada. En aquest bombardeig hi van perdre la vida 22 persones. Una d'aquestes persones va ser l'Alt Comissionat de les Nacions Unides pels Drets Humans i Representant Especial del Secretari General a l'Irak, el Sr. Sergio Vieira de Mello.